# Machimus herbicola
Machimus herbicola är en tvåvingeart som först beskrevs av Pavel Lehr 1967.  Machimus herbicola ingår i släktet Machimus och familjen rovflugor. Inga underarter finns listade i Catalogue of Life.